# Pickworth, Lincolnshire
Pickworth är en ort och civil parish  i Storbritannien.   Den ligger i grevskapet Lincolnshire och riksdelen England, i den sydöstra delen av landet, 150 km norr om huvudstaden London. Pickworth ligger 61 meter över havet och antalet invånare är 170.
Terrängen runt Pickworth är platt, och sluttar brant österut. Runt Pickworth är det ganska tätbefolkat, med 139 invånare per kvadratkilometer. Närmaste större samhälle är Grantham, 13,0 km väster om Pickworth. Trakten runt Pickworth består till största delen av jordbruksmark.